# Atletiek op de Olympische Zomerspelen 2012 – 20 kilometer snelwandelen vrouwen

Officiële video

De 20 kilometer snelwandelen voor vrouwen op de Olympische Zomerspelen 2012 in Londen vond plaats op 11 augustus 2012. Regerend olympisch kampioene was Olga Kaniskina uit Rusland.

## Records
Voorafgaand aan het toernooi waren dit het wereldrecord en het olympisch record.
| Wereldrecord     | Vera Sokolova  | 1:25.08 | Sotsji | 26 februari 2011 |
| Olympisch record | Olga Kaniskina | 1:26.31 | Peking | 21 augustus 2008 |

## Uitslag
| Rang   | Naam atleet           | Land | Tijd    | Opmerkingen |
| ------ | --------------------- | ---- | ------- | ----------- |
| Goud   | Jelena Lasjmanova     | RUS  | 1:25.02 | WR          |
| Zilver | Olga Kaniskina        | RUS  | 1:25.09 | SB          |
| Brons  | Qieyang Shenjie       | CHN  | 1:25.16 | AR          |
| 4      | Liu Hong              | CHN  | 1:26.00 |             |
| 5      | Anisja Kirdjapkina    | RUS  | 1:26.26 | SB          |
| 6      | Lü Xiuzhi             | CHN  | 1:27.10 |             |
| 7      | Elisa Rigaudo         | ITA  | 1:27.36 | SB          |
| 8      | Beatriz Pascual       | ESP  | 1:27.56 | SB          |
| 9      | Ana Cabecinha         | POR  | 1:28.03 | SB          |
| 10     | María Vasco           | ESP  | 1:28.14 | SB          |
| 11     | Masumi Fuchise        | JPN  | 1:28.41 | SB          |
| 12     | Maria Jose Poves      | ESP  | 1:29.36 |             |
| 13     | Olive Loughnane       | IRL  | 1:29.39 | SB          |
| 14     | Eleonora Giorgi       | ITA  | 1:29.48 | PB          |
| 15     | Inês Henriques        | POR  | 1:29.54 | SB          |
| 16     | Nadiya Borovska       | UKR  | 1:30.03 | PB          |
| 17     | Regan Lamble          | AUS  | 1:30.08 | PB          |
| 18     | Mayumi Kawasaki       | JPN  | 1:30.20 | SB          |
| 19     | Melanie Seeger        | GER  | 1:30.44 | SB          |
| 20     | Laura Reynolds        | IRL  | 1:31.02 | PB          |
| 21     | Kristina Saltanovic   | LTU  | 1:31.04 | SB          |
| 22     | Agnieszka Szwarnog    | POL  | 1:31.14 |             |
| 23     | Agnieszka Dygacz      | POL  | 1:31.28 | SB          |
| 24     | Agnese Pastare        | LAT  | 1:31.54 | SB          |
| 25     | Hanna Drabenia        | BLR  | 1:31.58 | PB          |
| 26     | Brigita Virbalyte     | LTU  | 1:31.58 |             |
| 27     | Olha Iakovenko        | UKR  | 1:32.07 | PB          |
| 28     | Beki Lee              | AUS  | 1:32.14 | PB          |
| 29     | Maria Michta          | USA  | 1:32.27 | PB          |
| 30     | Monica Equihua        | MEX  | 1:32.28 | PB          |
| 31     | Jamy Franco           | GUA  | 1:33.18 |             |
| 32     | Sandra Arenas         | COL  | 1:33.21 |             |
| 33     | Claudia Balderrama    | BOL  | 1:33.28 | PB          |
| 34     | Ingrid Hernandez      | COL  | 1:33.34 | PB          |
| 35     | Lucie Pelantova       | CZE  | 1:33.35 |             |
| 36     | Nguyễn Thị Thanh Phúc | VIE  | 1:33.36 | NR          |
| 37     | Kumi Otoshi           | JPN  | 1:33.50 |             |
| 38     | Claudia Stef          | ROU  | 1:33.56 |             |
| 39     | Neringa Aidietyte     | LTU  | 1:34.01 |             |
| 40     | Yadira Guaman         | ECU  | 1:34.47 | PB          |
| 41     | Viktoria Madarasz     | HUN  | 1:34.48 |             |
| 42     | Ayman Kozhakhmetova   | KAZ  | 1:35.00 |             |
| 43     | Arabelly Orjuela      | COL  | 1:35.05 |             |
| 44     | Despina Zapounidou    | GRE  | 1:35.19 |             |
| 45     | Paulina Buziak        | POL  | 1:35.23 |             |
| 46     | Mayra Herrera         | GUA  | 1:35.33 |             |
| 47     | Semiha Mutlu          | TUR  | 1:35.33 | PB          |
| 48     | Nastassia Yatsevich   | BLR  | 1:35.41 |             |
| 49     | Vera Santos           | POR  | 1:35.51 |             |
| 50     | Olena Shumkina        | UKR  | 1:36.42 |             |
| 51     | Paola Perez           | ECU  | 1:37.05 |             |
| 52     | Rachel Seaman         | CAN  | 1:37.36 |             |
| 53     | Maria Czakova         | SVK  | 1:37.43 |             |
| 54     | Anne Halkivaha        | FIN  | 1:38.49 |             |
| 55     | Milangela Rosales     | VEN  | 1:42.46 |             |
| 56     | Sabine Krantz         | GER  | DNF     |             |
| 57     | Sholpan Kozhakhmetova | KAZ  | DNF     |             |
| 58     | Johanna Jackson       | GBR  | DQ      |             |
| 59     | Jeon Yeongeun         | KOR  | DQ      |             |
| 60     | Mirna Ortiz           | GUA  | DQ      |             |
| 61     | Claire Tallent        | AUS  | DQ      |             |

OR = Olympisch record;
NR = Nationaal record;
AR = Aziatisch record;
PB = Persoonlijke besttijd;
SB = Seizoensbesttijd;
DNF = Niet gefinisht;
DQ = Gediskwalificeerd.